# Jago Geerts
Jago Geerts (Geel, Belgica, 21 de abril de 2000), es un piloto de motocross Belga. Ha sido 4 veces subcampeón del mundo de motocross en la categoría de MX2 (2020, 2021, 2022 y 2023).

## Palmarés
- Campeón de Europa en 2014 de 85cc.
- Campeón de Europa y del Mundo de 125cc en 2016.